# French Riviera Masters
De French Riviera Masters is een golftoernooi van de Europese Senior Tour. 
De eerste editie was van 9-11 oktober 2010. Het prijzengeld was € 250.000, de winnaar kreeg €38.287.

Veel spelers herkenden de baan want tussen 1984 en 2001 werd op de Golf de Cannes-Mougins veertien keer het Cannes-Mougins Open van de Europese PGA Tour gespeeld.
De derde editie kreeg een nieuwe naam, de French Riviera Masters, en werd op de Terre Blanche Resort and Golf Club gespeeld. Het prijzengeld steeg naar €400.000 en daarmee werd het een van de grootste toernooien van de Senior Tour. DJ Russell won het toernooi, beste Fransman was Jean Pierre Sallat, die voor eigen publiek speelde en op een gedeeld 8ste plaats eindigde. 
| Jaar                   | Baan                   | Winnaar                | Score                  | Score                  | Prijzengeld            | Informatie                   |
| Cannes Mougins Masters | Cannes Mougins Masters | Cannes Mougins Masters | Cannes Mougins Masters | Cannes Mougins Masters | Cannes Mougins Masters | Cannes Mougins Masters       |
| ---------------------- | ---------------------- | ---------------------- | ---------------------- | ---------------------- | ---------------------- | ---------------------------- |
| 2010                   | Golf de Cannes-Mougins | Marc Farry             | 207                    | -9                     | € 250.000              |                              |
| 2011                   | Golf de Cannes-Mougins | Juan Quiros            | 206                    | -10                    | € 250.000              | na play-off tegen Des Smyth  |
| French Riviera Masters |                        |                        |                        |                        |                        |                              |
| 2012                   | Golf de Terre Blanche  | David J Russell        | 208                    | -8                     | € 400.000              | na play-off tegen Tim Thelen |
| 2013                   | Golf de Terre Blanche  | Peter Fowler           | 205                    | -11                    | € 400.000              |                              |
| 2014                   | Golf de Terre Blanche  | Philip Golding         | 201                    | -5                     | € 400.000              |                              |